# مارغوت دوهالدي
مارغوت دوهالدي سوتومايور (بالإنجليزية: Margot Duhalde Sotomayor)‏ (من مواليد 12 ديسمبر 1920 - تُوفيت في 5 فبراير 2018) وهي طيارة تشيلية خدمت في السلاح الجو الملكي في الحرب العالمية الثانية. كانت أول أنثى طيارة عسكرية تشيلية وأول امرأة في الحركة الجوية.

## الحرب العالمية الثانية
تعلّمت دوهالدي الطيران في النادي الجوي التشيلي في سانتياغو. عند اندلاع الحرب العالمية الثانية ، تطوَعت دوهالدي مع مجموعة فرنسية-تشيلية وسافرت بالسفينة إلى أوروبا بهدف الانضمام إلى القوات الفرنسية الحرة كطيارة. وصلت إلى ليفربول ، إنجلترا، في أبريل 1941 ، واحتجزت في البداية في السجن في لندن لمدة خمسة أيام كجاسوسة مشتبه بها. وبعد إطلاق سراحها، أُخبرت بأن القوات الفرنسية الحرة لم تقبل الطيارين من النساء، وتم تعيينها بدلاً من ذلك في الأعمال المنزلية وأعمال المطبخ. وعلمت فيما بعد أن سلاح الجو الملكي على استعداد لقبول الطيارين، وتقدمت بطلب للانضمام إلى مساعدة النقل الجوي في سلاح الجو الملكي، وهي منظمة مسؤولة عن نقل الطائرات.
على الرغم من أنها لم تكن تتحدث باللغة الإنجليزية، فقد تم تدريبها كطيارة نقل لتمكينها من الطيران بالطائرة ذات المحرك الواحد والمزدوجة، وكلا من الماكينات البريطانية والأمريكية. خلال السنوات الأربع التالية، نقلت دوهالدي أكثر من 900 طائرة، من 70 نوعًا مختلفًا، من القواعد الإنجليزية إلى مناطق القتال في فرنسا وبلجيكا وهولندا.

## بعد الحرب
بعد الحرب، في عام 1945 ، طارت دوهالدي بالطائرات الحربية للقوات الجوية الفرنسية. كانت أول امرأة طليعية في فرنسا. عملت كطيارة نقل للفرنسيين، مقرها في مكناس، المغرب. وفي عام 1946 ، طلب منها الفرنسيون إكمال عملها في أمريكا الجنوبية. سافرت إلى الأوروغواي والأرجنتين والبرازيل وشيلي.
عادت إلى تشيلي في عام 1947 ؛ ومع ذلك، لم تستأجر خطوط لان الجوية النساء كطيارين في ذلك الوقت. وبدلاً من ذلك، حصلت على وظيفة كطيارة خاصة لأحد رجال الأعمال البارزين حتى عام 1949. في وقت لاحق فتحت مدرسة الطيران الخاصة بها وعملت كمدربة طيران وكمراقبة جوية في القوات الجوية. كانت أول امرأة تعلم الطيران للإناث في شيلي، واستمرت حتى كان عمرها 81 سنة. توفيت دوهالدي في سانتياغو عن عمر يناهز 97 في 5 فبراير 2018.

## تكريمات وجوائز
في عام 1946 ، نالت دوهالدي وسام جوقة الشرف، وفي عام 2007 ، أصبحت قائدة للقسم الوطني لفيلق الشرف. في عام 2009 ، تلقت دوهالدي شارة القدامى من السفير البريطاني في سانتياغو ، هاورد دريك، لعملها مع مساعد النقل الجوي البريطاني خلال الحرب العالمية الثانية.

## روابط خارجية
- مارغوت دوهالدي على موقع IMDb (الإنجليزية)
- مارغوت دوهالدي على موقع قاعدة بيانات الفيلم (الإنجليزية)